# Championnat d'Australie de football 2003-2004
Navigation
Saison précédente Saison 2005-2006
La saison 2003-2004 du Championnat d'Australie de football est la vingt-huitième édition du championnat de première division en Australie.
La NSL (National Soccer League) regroupe douze clubs du pays (plus une équipe de Nouvelle-Zélande) au sein d'une poule unique, où ils s'affrontent deux fois au cours de la saison régulière. Le titre se dispute entre les six premiers de la première phase par le biais des play-off. Il n'y a ni promotion, ni relégation en fin de saison.
C'est le club de Perth Glory, tenant du titre, qui remporte à nouveau la compétition après avoir battu lors du Grand Final Parramatta Power. C'est le deuxième titre de champion d'Australie de l'histoire du club.
Cette saison est la dernière de la National Soccer League. Le championnat est complètement réorganisé durant la saison suivante avec la mise en place de la A-League, une nouvelle compétition disputée par des franchises qui ne démarrerait qu'en août 2005.

## Les clubs participants
| - Marconi Stallions - Wollongong Wolves - Adelaide United - Sydney Olympic - Brisbane Strikers - Northern Spirit Football Club | - Football Kingz - South Melbourne - Melbourne Knights - Newcastle United - Perth Glory - Sydney United - Parramatta Power |

## Compétition

### Phase régulière
Le barème utilisé pour établir le classement est le suivant :
- Victoire : 3 points
- Match nul : 1 point
- Défaite : 0 point

| Rang | Équipe            | Pts | J  | G  | N | P  | Bp | Bc | Diff |
| ---- | ----------------- | --- | -- | -- | - | -- | -- | -- | ---- |
| 1    | Perth GloryT      | 57  | 24 | 18 | 3 | 3  | 56 | 22 | +34  |
| 2    | Parramatta Power  | 51  | 24 | 16 | 3 | 5  | 58 | 30 | +28  |
| 3    | Adelaide United   | 40  | 24 | 11 | 7 | 6  | 28 | 25 | +3   |
| 4    | Marconi Stallions | 38  | 24 | 10 | 8 | 6  | 29 | 25 | +4   |
| 5    | South Melbourne   | 37  | 24 | 11 | 4 | 9  | 39 | 21 | +18  |
| 6    | Brisbane Strikers | 32  | 24 | 9  | 5 | 10 | 28 | 33 | -5   |
| 7    | Northern Spirit   | 30  | 24 | 9  | 3 | 12 | 31 | 33 | -2   |
| 8    | Sydney Olympic    | 29  | 24 | 7  | 8 | 9  | 26 | 31 | -5   |
| 9    | Wollongong Wolves | 29  | 24 | 8  | 5 | 11 | 34 | 41 | -7   |
| 10   | Sydney United     | 29  | 24 | 7  | 8 | 9  | 18 | 25 | -7   |
| 11   | Newcastle United  | 24  | 24 | 6  | 6 | 12 | 18 | 33 | -15  |
| 12   | Melbourne Knights | 23  | 24 | 6  | 5 | 13 | 21 | 41 | -20  |
| 13   | Football Kingz    | 15  | 24 | 4  | 3 | 17 | 25 | 51 | -26  |

|  | Qualification pour les play-off |
|  | T: Tenant du titre              |

### Play-offs
|          | Premier tour      | Premier tour                    | Premier tour      |                                                                                                |  | Demi-finale        | Demi-finale          | Demi-finale  | Demi-finale |  |  | Petite finale   | Petite finale |  |  | Finale           | Finale       |
|          |                   |                                 |                   |                                                                                                |  |                    |                      |              |             |  |  |                 |               |  |  |                  |              |
|          |                   |                                 |                   |                                                                                                |  | 13 et 20 mars 2004 |                      |              |             |  |  |                 |               |  |  |                  |              |
|          |                   |                                 |                   |                                                                                                |  | 2                  | Parramatta Power     | 4            | 2           |  |  |                 |               |  |  |                  |              |
|          |                   |                                 |                   |                                                                                                |  | 1                  | Perth Glory          | 0            | 0           |  |  |                 |               |  |  | 4 avril 2004     | 4 avril 2004 |
|          |                   |                                 |                   |                                                                                                |  |                    |                      |              |             |  |  |                 |               |  |  | Parramatta Power | 0            |
|          | 7 et 13 mars 2004 | 7 et 13 mars 2004               | 7 et 13 mars 2004 |                                                                                                |  |                    |                      |              |             |  |  | 28 mars 2004    | 28 mars 2004  |  |  | Perth Glory a.p. | 1            |
|          | Adelaide United   | 3                               | 1                 |                                                                                                |  |                    |                      |              |             |  |  | Perth Glory     | 5             |  |  |                  |              |
|          | Brisbane Strikers | 0                               | 4                 |                                                                                                |  |                    | 20 mars 2004         | 20 mars 2004 |             |  |  | Adelaide United | 0             |  |  |                  |              |
|          |                   |                                 |                   |                                                                                                |  |                    | Adelaide United a.p. | 2            |             |  |  |                 |               |  |  |                  |              |
|          | 7 et 13 mars 2004 | 7 et 13 mars 2004               | 7 et 13 mars 2004 |                                                                                                |  |                    | South Melbourne      | 1            |             |  |  |                 |               |  |  |                  |              |
|          | Marconi Stallions | 0                               | 0                 |                                                                                                |  |                    |                      |              |             |  |  |                 |               |  |  |                  |              |
|          | South Melbourne   | 0                               | 2                 |                                                                                                |  |                    |                      |              |             |  |  |                 |               |  |  |                  |              |
|          |                   |                                 |                   | \| Légende: \| \| Progression de l'équipe défaite \| \| Progression de l'équipe victorieuse \| |  |                    |                      |              |             |  |  |                 |               |  |  |                  |              |
| Légende: |                   | Progression de l'équipe défaite |                   | Progression de l'équipe victorieuse                                                            |  |                    |                      |              |             |  |  |                 |               |  |  |                  |              |

## Bilan de la saison
| Championnat d'Australie de football 2003-2004 |                        |
| Champion                                      | Perth Glory (2e titre) |
| Coupes et trophées                            |                        |
| Vainqueur de la Coupe d'Australie 2003-2004   | Non disputée           |
| Promotions et relégations                     |                        |
| Promus en Championnat d'Australie de football | Aucun                  |
| Relégués                                      | Aucun                  |